# Xanthorrhoea acanthostachya
Xanthorrhoea acanthostachya là một loài thực vật có hoa trong họ Thích diệp thụ. Loài này được D.J.Bedford miêu tả khoa học đầu tiên năm 1984 publ. 1985.